# Tidiani Tall
Tidiani Tall (vers 1840-1888) est un souverain de l'empire toucouleur.

## Biographie
Tidiani est né fils d'Alfa Amadou Tall, frère aîné d'El Hadj Omar. Alors qu'il était enfant, son père se rendit à Sokoto pour rendre visite à son frère à son retour du Hajj. Durant les vingt années suivantes, il vécut avec son oncle et son père à Timbo, Jégunko et Dinguiraye, tous dans le Fouta-Djalon, ainsi qu'à Nioro du Sahel dans le Kaarta.
Il s'installe avec son oncle à Hamdallaye, ancienne capitale du Macina après leur victoire à la bataille de Taayawal en 1862. Tidiani et son cousin Muhammad Makki (vers 1835-1864) (le deuxième fils d'Omar) étaient les chefs de facto de l'administration de ce pays. Les Peuls indigènes, dirigés par le prince Ba Lobbo Bari et les al-Bekkay de Tombouctou, se révoltèrent et assiégèrent Hamdallaye de juin 1863 à février 1864.
En janvier 1864, El Hadj Omar envoie Tidiani chercher de l'aide auprès des Dogons de Bandiagara et former une nouvelle armée. L'alliance dirigée par Balobbo entra à Hamdallaye au début de février 1864, et Umar et ses compagnons s'échappèrent le 6 du même mois. Le 11 février, Tidiani arrive à Déguembéré, mais son oncle est déjà mort ainsi que son entourage, dont entre autres ses fils Muhammad Makki, Hadi et Muhammad Mahi.
Tidiani réussit à vaincre l'alliance de Balobbo et à reprendre tout le Massina en 1864, et fit de Bandiagara sa capitale. Il a conservé une grande partie de l'appareil administratif de ses prédécesseurs peuls et a maintenu de bonnes relations avec ses alliés dogons. Ahmadou Tall, le fils aîné d'Omar et Faama de Ségou, n'a pas été en mesure de rétablir le contrôle sur la partie de l'empire de Tidiani.
Tidiani mourut en 1887 et fut remplacé temporairement par Muniru, qui fut finalement remplacé par Ahmadou Tall après la chute de Ségou aux mains des Français en 1890.
Louis-Gustave Binger est à Kotédougou en avril 1888 lorsqu'il apprend sa mort. Il n'y croit pas mais son trajet vers Baré est alors annulé. Binger écrit : « Aucun de ceux-ci [les hommes de Kotédougou] ne voulut s'en charger, donnant pour prétexte la sotte légende de la mort de Tidiani causée par la visite récente de Caron ».